# سایر (آلاباما)
سایر (به انگلیسی: Sayre) یک منطقهٔ مسکونی در ایالات متحده آمریکا است که در شهرستان جفرسون، آلاباما واقع شده‌است. سایر ۱۲۷٫۱ متر بالاتر از سطح دریا واقع شده‌است.